# Ülemiste-tó
Az Ülemiste-tó (észtül Ülemiste järv) Észtország fővárosában, Tallinnban található tó. A tó fontos szerepet játszik Tallinn vízellátásában. A tavat főként a Kuma patak vize táplálja, de a Pirita-folyóból is jut víz a tóba a Vaskjala–Ülemiste-csatornán keresztül. A tó a 15. századtól a város területéhez tartozik, napjainkban közigazgatásilag a Kesklinn (Városközpont) kerület része. A tó csatornákon keresztül a Vaana-, Jagala- és a Pärnu-folyókból is kap vizet.
Területe 9,6 km². Legnagyobb mélysége 6 m, átlagos mélysége 2,5 m. A tópart homokos, sík, nagy részét erdő borítja.
A folyó partján található a főváros nemzetközi repülőtere, a Lennart Meri repülőtér. A fel- és leszálló gépek a tó fölött közlekednek. Ezért az ICAO előírásainak megfelelően a repülőtér olyan eszközökkel van felszerelve, amely a tóba eső gépek gyors kivontatását biztosítja. Napjainkig három repülőbaleset történt a tavon. 1938-ban Zbigniew Oleński RWD–10 típusú gépével, 1966 januárjában egy Il–14 szállt le a befagyott tóra, legutóbb pedig 2010 márciusában a DHL egyik lengyel lajstromban lévő An–26-os gépe landolt a tó jegén, amely beszakadt a gép alatt.
A tónak a 14. századtól van szerepe a város ivóvízellátásában. A Tallinn vezetékes vízellátását biztosító Tallinna Vesi cég a tó északi partján vízkivételi és víztisztító művet üzemeltet. A tóból ott kiemelt víz adja a városi vízellátás 90%-át. Naponta 60 000 m³ vizet emelnek ki.